# سيفازيدون
سيفازيدون Cefazedone مضاد حيوي، من الجيل الأول للسيفالوسبورينات.

## الحرائك الدوائية
الحرائك الدوائية للسيفازيدون متطابقة تقريبا مع تلك التي لسيفازولين. على وجه الخصوص، لا بد من الإشارة إلى أن سيفازيدون لديه فترة تخلص من الدم طويلة نسبيا فترة نصف العمر (1.64 +/- 0.23 ساعة بعد الرابع و 1.85 +/- 0.51 ساعة بعد تناوله IM).

## آليه العمل
يثبط عملية صنع الجدار الخلوي الجرثومي بارتباطه مع واحد أو أكثر من بروتينات الاتحاد مع البنسلين PBPs، الأدمر الذي يؤدي إلى تثبيط نقل الببتيدات الذي يعد الخطوة الأخيرة من عملية تصنيع الغليكوجين الببتيدي الذي بدوره يدخل في تركيب متن الجدار الخلوي الجرثومي. كل ما سبق سيؤدي إلى انحلال واضمحلال الجرثوم تحت تأثير الخمائر الحالة الذاتية التي تتفعل عندئذ دون قيد أو ضابط.

## الإختبارات سريرية في أمراض النساء على الفعالية
التجارب السريرية على فعالية وتحمل سيفازيدون، شبه الصناعي الجديد المشتق من السيفالوسبورين، أجريت في عيادة أمراض النساء على 75 مريضة. لقد سجل في 38 من هذه الحالات، إلى جانب اصابات أمراض النساء، كانت هنالك التهابات المسالك البولية محددة الناحية الميكروبيولوجية ( الإشريكية كولاي، بإحراز P.، كليبسيلا أو المكورات المعوية). ظهرت التهابات في منطقة البطن السفلى في 37 من المريضات المتبقيات (التهاب الملحقات، التهاب الصفاق الحوضي، التهاب بطانة الرحم، التهاب البوق الجريبي). وكان متوسط مدة العلاج 10-11 يوما. تم حقن السيفازيدون عن طريق الوريد مرتين في اليوم، وكانت الجرعة اليومية 2-4 جرام. وكان التقييم السريري للعلاج جيد جدا في 28 حالة، وحسن في 43 حالة، معتدل في 3 مرضى وضعيف في 1 حالة. تم القضاء على كل مسببات الأمراض التي تم تحديدها في البداية بعد العلاج. ولوحظ وجود إسهال عابر طفيف في 5 حالات.